# 自衛隊奈良地方協力本部
自衛隊奈良地方協力本部（じえいたいならちほうきょうりょくほんぶ、Nara Provincial Cooperation Office）は、奈良県奈良市高畑552奈良第2地方合同庁舎内に所在する、自衛隊地方協力本部のひとつ。陸・海・空自衛隊共同の機関だが、通常は陸上自衛隊の中部方面総監の指揮監督下にある。管轄する地域における防衛省・自衛隊の総合窓口として奈良県管内で活動する。

## 沿革
- 1954年（昭和29年）7月5日 - 陸上自衛隊の機関として陸上自衛隊奈良地方連絡部が編成[2]。
- 1956年（昭和31年）8月1日 - 自衛隊法施行令の一部改正により地方連絡部が陸海空自衛隊の共同機関となり、自衛隊奈良地方連絡部に改編[3]
- 2006年（平成18年）7月31日 - 自衛隊奈良地方協力本部に改編。

## 出先機関
- 奈良募集案内所　担当地区：奈良市、大和郡山市、生駒市、平群町、三郷町、斑鳩町
- 天理募集案内所　担当地区：天理市、桜井市、宇陀市、曽爾村、御杖村、山添村
- 橿原地域事務所　担当地区：橿原市、大和高田市、香芝市、葛城市、王寺町、河合町、上牧町、広陵町、川西町、三宅町、田原本町、高取町、明日香村
- 五條地域事務所　担当地区：五條市、御所市、大淀町、吉野町、下市町、東吉野村、黒滝村、川上村、天川村、十津川村、野迫川村、上北山村、下北山村

## 主要幹部
| 官職名                   | 階級   | 氏名     | 補職発令日     | 前職                           |
| ------------------------ | ------ | -------- | -------------- | ------------------------------ |
| 自衛隊奈良地方協力本部長 | 事務官 | 黒壁義紀 | 2023年07月24日 | 防衛省人事教育局厚生課総括班長 |

| 代 | 階級    | 氏名       | 在職期間                                                    | 出身校・期                     | 前職                                            | 後職                                                                    |
| -- | ------- | ---------- | ----------------------------------------------------------- | ------------------------------ | ----------------------------------------------- | ----------------------------------------------------------------------- |
| 01 | 2等陸佐 | 山本楢市   | 1954年07月05日 - 1955年11月15日                             |                                | 第1管区総監部警務課長                           |                                                                         |
| 02 | 2等陸佐 | 中村惣市郎 | 1955年11月16日 - 1959年07月31日                             | 明治大学 昭和10年卒            | 陸上自衛隊関西地区補給処勤務                    | 大久保駐屯地業務隊長                                                    |
| 03 | 1等陸佐 | 山名逸郎   | 1959年08月01日 - 1961年02月28日                             | 陸士43期                       | 第3特科群長                                     | 第1特科団副団長                                                         |
| 04 | 1等陸佐 | 酒巻益次郎 | 1961年03月01日 - 1962年07月31日                             | 陸士49期・ 陸大59期            | 陸上自衛隊幹部学校教育部教官                    | 中部方面総監部第3部長                                                   |
| 05 | 1等陸佐 | 西川次郎   | 1962年08月01日 - 1965年07月15日                             | 陸士47期・ 陸大56期            | 中部方面総監部総務課長                          | 陸上自衛隊少年工科学校副校長 兼 同校企画室長                            |
| 06 | 2等陸佐 | 山田重男   | 1965年07月16日 - 1968年03月15日 ※1966年01月01日 1等陸佐昇任 | 日本大学                       | 第10師団司令部第4部長 （2等陸佐）               | 陸上自衛隊航空学校総務部長                                              |
| 07 | 1等陸佐 | 藤田達二郎 | 1968年03月16日 - 1969年03月16日                             | 陸士56期                       | 第3師団司令部第1部長                            | 第24普通科連隊長                                                        |
| 08 | 1等陸佐 | 竹内春夫   | 1969年03月17日 - 1972年07月16日                             | 陸士52期                       | 第2普通科連隊長 兼 高田駐とん地司令             | 中部方面総監部総務課勤務                                                |
| 09 | 1等陸佐 | 斯波吉保   | 1972年07月17日 - 1974年03月15日                             | 陸士57期                       | 第12師団司令部第1部長                           | 第1教育連隊長                                                           |
| 10 | 1等陸佐 | 小舟迪夫   | 1974年03月16日 - 1977年07月31日                             | 軍官校4期                      | 陸上自衛隊富士学校総務部総務課長                | 第4施設団本部勤務 →1977年10月5日 第4施設団本部付 →1978年1月5日 停年退職 |
| 11 | 1等陸佐 | 三宅俊一   | 1977年08月01日 - 1979年07月31日                             |                                | 中部方面総監部業務室長                          | 中部方面総監部監察官                                                    |
| 12 | 1等空佐 | 上岡陽     | 1979年08月01日 - 1981年07月31日                             | 松山商大 昭和31年卒            | 航空救難団飛行群司令                            | 航空自衛隊幹部学校勤務                                                  |
| 13 | 1等空佐 | 武多睦夫   | 1981年08月01日 - 1983年06月30日                             | 防大2期                        | 第13飛行教育団整備補給群司令                    | 航空自衛隊幹部学校勤務                                                  |
| 14 | 1等空佐 | 中村利之祐 | 1983年07月01日 - 1985年07月31日                             | 防大5期                        | 航空幕僚監部人事教育部人事課 人事第2班長        | 航空自衛隊幹部学校勤務                                                  |
| 15 | 1等空佐 | 松岡功     | 1985年08月01日 - 1987年07月31日                             | 防大6期                        | 航空幕僚監部人事教育部人事課 人事第1班長        | 航空幕僚監部監理部勤務                                                  |
| 16 | 1等空佐 | 保阪初男   | 1987年08月01日 - 1989年07月31日                             | 防大8期                        | 航空幕僚監部監理部総務課総務班長                | 航空幕僚監部人事教育部厚生課 援護室長                                   |
| 17 | 1等空佐 | 越智通隆   | 1989年08月01日 - 1991年07月31日                             | 防大11期                       | 航空幕僚監部装備部装備課調整班長                | 第11飛行教育団副司令                                                    |
| 18 | 1等陸佐 | 山田浩二   | 1991年08月01日 - 1993年07月31日                             | 防大8期                        | 第6施設群長                                     | 守山駐屯地業務隊長                                                      |
| 19 | 1等陸佐 | 光田隆至   | 1993年08月01日 - 1996年07月31日                             | 防大8期                        | 陸上自衛隊幹部学校研究員                        | 陸上自衛隊業務学校副校長 兼 企画室長                                    |
| 20 | 1等陸佐 | 安井剛     | 1996年08月01日 - 1998年12月07日                             | 防大16期                       | 陸上幕僚監部人事部募集課総括班長                | 陸上幕僚監部装備部武器・化学課長                                        |
| 21 | 1等空佐 | 西村仁     | 1998年12月08日 - 2000年07月31日                             | 生徒11期・ 法政大学 昭和50年卒 | 航空幕僚監部人事教育部補任課 服務班長           | 航空警務隊副司令                                                        |
| 22 | 1等陸佐 | 川口洋市   | 2000年08月01日 - 2002年03月21日                             | 防大17期                       | 第43普通科連隊長 兼 都城駐屯地司令              | 第6師団司令部幕僚長                                                     |
| 23 | 1等陸佐 | 白井純夫   | 2002年03月22日 - 2003年12月04日                             | 防大21期                       | 第13施設群長 兼 幌別駐屯地司令                  | 陸上自衛隊研究本部主任研究開発官                                        |
| 24 | 1等陸佐 | 宮本周三   | 2003年12月05日 - 2005年07月31日                             | 防大23期                       | 陸上幕僚監部監理部総務課渉外班長                | 東部方面警務隊長                                                        |
| 25 | 1等陸佐 | 村上芳幸   | 2005年08月01日 - 2006年12月05日                             | 防大22期                       | 第5旅団司令部幕僚長                             | 陸上自衛隊研究本部主任研究開発官                                        |
| 26 | 1等空佐 | 吉居宏     | 2006年12月06日 - 2009年03月31日                             | 防大28期                       | 航空幕僚監部人事教育部 教育課計画班長           | 第7航空団基地業務群司令                                                 |
| 27 | 事務官  | 佐々木正人 | 2009年04月01日 - 2011年08月21日                             | 明治大学 昭和57年卒            | 防衛省経理装備局艦船武器課 需品室長             | 防衛省経理装備局会計課 会計管理官                                       |
| 28 | 事務官  | 齋藤裕     | 2011年08月22日 - 2013年07月31日                             | 高千穂大学 昭和57年卒          | 防衛省人事教育局人事計画・補任課 再就職審査室長 | 技術研究本部総務部総務課人事管理室長                                    |
| 29 | 1等陸佐 | 山下雅弘   | 2013年08月01日 - 2015年08月03日                             | 防大32期                       | 第3高射特科群長                                 | 第1高射特科団副団長                                                     |
| 30 | 事務官  | 菅野厚志   | 2015年08月04日 - 2017年07月31日                             | 広島大学 昭和56年卒            | 海上幕僚監部人事教育部補任課 職員人事管理室長   | 防衛医科大学校病院事務部長                                              |
| 31 | 事務官  | 前田肇     | 2017年08月01日 - 2019年07月09日                             | 大東文化大学 平成元年卒        | 防衛装備庁長官官房人事官付 人事企画官           |                                                                         |
| 32 | 事務官  | 熊井邦善   | 2019年07月10日 - 2021年07月31日                             |                                | 防衛装備庁長官官房人事官付 人事企画官           |                                                                         |
| 33 | 事務官  | 広瀬和希   | 2021年08月01日 - 2023年07月23日                             |                                | 防衛大臣官房会計課管理班長                      |                                                                         |
| 34 | 事務官  | 黒壁義紀   | 2023年07月24日 -                                            | 札幌経理専門校                 | 防衛省人事教育局厚生課総括班長                  |                                                                         |